# Марсель Райх-Раніцкі
Марсе́ль Райх-Рані́цкі, Райх-Раніцький, Райх-Раницький (нім. Marcel Reich-Ranicki, 2 червня 1920, Влоцлавек (Włocławek), Польща — 18 вересня 2013, Франкфурт-на-Майні) — німецький літературний критик та публіцист. Як визнання заслуг у літературі від німецьких ЗМІ та колег одержав призвисько — «Папа сучасної літературної критики».

## Біографія
Марсель Райх народився у єврейській родині в Польщі. Однак, в його сім'ї не дотримувилася суворих єврейських звичаїв. Його батьки — Давид та Олена (Helene) Райх. Батько Марселя був торговцем будматеріалами. Мати виросла в Берліні й залучала своїх дітей до німецької культури.
1929 року родина Райх переїхала до Берліна. В 1937 році Марсель закінчив гімназію. У цей час в Німеччині при владі був нацистський уряд, почалися репресії проти євреїв. Марсель подав заяву на вступ до Берлінського Університету Фрідріха Вільгельма (Fredrich-Wilhelms-Universität), проте через його єврейське походження йому було відмовлено.
1938 року всіх євреїв, що народилися в Польщі, вислали з Берліна на батьківщину. Марсель Райх був змушений повернутися до Польщі і поселився у Варшаві. У Польщі, завдяки відмінному знанню німецької мови, він влаштувався працювати перекладачем. У цей же час він почав, під псевдонімом Віктор Гарт (Wiktor Hart), писати концертні рецензії в «Єврейській газеті» (Gazeta Zydowska). Після вторгнення до Польщі військ Третього рейху він був інтернований у єврейське гетто Варшави в 1940 році. В 1942 році йому довелося перекладати наказ німецького командування про ліквідацію єврейського гетто у Варшаві й відправлення всіх євреїв у концентраційні табори Треблінка та Освенцім. Марселю Райху, разом з дружиною Теофілею, вдалося втекти і сховатися в підпілля. Його батьків і братів було вбито.
У вересні 1944 року Прагу (район Варшави на правому березі Вісли, де переховувався Марсель Райх) захопила Радянська армія. Райх вступив в комуністичну партію й почав працювати в пропагандистському відділі. На кінець 1944 року він працював у польській спецслужбі. В 1948 році він, як агент польської спецслужби, був направлений до Лондона. Офіційно в Лондоні він значився як віце-консул під ім'ям Марсель Раніцкі (Marcel Ranicki). Пізніше він зберіг це ім'я за собою. У 1949 році був відкликаний з Лондона до Польщі.
У 1950 році його було звільнено з польської спецслужби й заборонено публікувати свої роботи.
В 1958 році Марсель опинився в Німеччині, під Франкфуртом-на-Майні, де й залишився на проживання. Йому докоряли за те, що він залишився у Німеччині, а не переїхав до Ізраїлю, що він не вважає себе справжнім євреєм. На це він відповів: «Я розумію тих, хто говорить, що не можна відрікатися від своєї нації, а особливо, коли вона переслідується, але єврейська релігія мені значною мірою, абсолютно чужа. Зрештою, саме євреї придумали заповідь «не убий» і заповідь «Люби ближнього свого, як самого себе». Я не є членом єврейської громади, але це не означає, що я перестав бути євреєм».
В 1960–1973 роках Райх-Раніцкі працював літературним критиком у гамбурзькій щотижневій газеті «Die Zeit» (Час).
З 1973 до 1988 роки він був провідним літературним співробітником щоденної газети «Франкфуртер Альґемайне Цайтунг» (нім. Frankfurter Allgemeine Zeitung). Особливою заслугою Райх-Раніцкі є створення «Франкфуртської антології», в якій зібрано понад 1500 творів німецьких авторів.
З 25 березня 1988 року до 14 грудня 2001 року Райх-Раніцкі вів на Другому державному каналі німецького телебачення ZDF популярну передачу «Літературний квартет» (нім. Das literarische Quartett). Ця передача принесла йому загальнонаціональну популярність і здійснювала величезний вплив на весь німецькомовний літературний процес. З острахом і надією чекали автори виступу Райх-Раніцкі з його судженнями про той чи інший твір. Ці виступи мали величезний вплив на подальшу літературну долю авторів. У цей час Райх-Раніцкі отримав своє прізвисько — «Папа Римський німецької літератури».
В 1990 році літературний критик Йоахим Кайзер (Joachim Kaiser) назвав Райх-Раніцкі «найбільш начитаним, найгрізнішим, найавторитетнішим, а тому й найбільш ненависним критиком Німеччини». Марсель Райх-Раніцкі є до сьогодні найпримітнішим і найвпливовішим літературним критиком Німеччини.
Автобіографічна книга Марселя Райх-Раніцкі «Моє життя» була видана більш ніж півмільйонним накладом і довгий час залишалася однією з найпопулярніших публіцистичних книг Німеччини. Ця книга вважається критиками одним з найкращих мемуарних творів XX століття. У цій книзі він пише: «Я наполовину поляк, наполовину німець і на всі сто відсотків єврей».
В 1968–1969 роках Райх-Раніцкі викладав у американських університетах. В 1971–1975 роках він гостьовій професор (Gastprofessur) в університетах Стокгольму та Уппсали. З 1974 року — почесний професор Університету Тюбінгена. З 1990 року — професор Університету імені Генріха Гейне в Дюссельдорфі і з 1991 року — професор Університету Карлсруе.
З 2006 року Райх-Раніцкі — почесний професор Університету Тель-Авіва.
У журналі «Шпіґель» (нім. Der Spiegel), № 25, 16 червня 2005, Райх-Раніцкі представив канонічний список найвизначніших літературних творів німецькою мовою («Kanon lesenswerter deutschsprachiger Werke»). Цей список містить п'єси, роман, повісті, оповідання і ліричні твори окремих поетів.
За плідну діяльність протягом всього життя й за передачу «Літературний квартет», Райх-Раніцкі було присуджено Премію німецького телебачення за 2008 рік. Вручення премії проходило 11 жовтня 2008 року в Кельні. Під час церемонії Райх-Раніцкі вийшов на трибуну й публічно відмовився від отримання премії, висловлюючи, таким чином, свій протест проти низької якості багатьох німецьких телепрограм. Щоб якось згладити скандальність ситуації, ведучий програми Томас Готшальк запропонував Мерселеві Райх-Раніцкі обговорити це пізніше під час окремої телепередачі разом з керівниками провідних німецьких телевізійних каналів. Однак, керівники телеканалів ухилилися від участі в передачі й Томасу Готшалькові довелося одному розмовляти з Райх-Раніцкі. Обидві телепередачі отримали найширший резонанс у Німеччині, й збурили дискусію про проблеми німецького телебачення.
Марсель Райх-Раніцкі проживав разом з дружиною у Франкфурті-на-Майні. Його син Анджей (Andrzej) був професором в Університеті Единбурга. 4 березня 2013 року Марсель Райх-Раніцкі повідомив про те, що захворів на рак. Помер у Франкфурті-на-Майні 18 вересня 2013 року на 94-ому році життя.

## Праці
- Літературне життя в Німеччині. Коментарі й памфлети (Literarisches Leben in Deutschland. Kommentare u. Pamphlete), 1965
- Німецька література на сході й на заході (Deutsche Literatur in Ost und West), 1966
- Література маленьких кроків. Німецькі письменники сьогодні (Literatur der kleinen Schritte. Deutsche Schriftsteller heute), 1967
- Нелюбимі. Сім емігрантів (Die Ungeliebten. Sieben Emigranten), 1968
- Порушники спокою. Євреї в німецькій літературі (Über Ruhestörer. Juden in der deutschen Literatur), Мюнхен, Видавництво «Піпер» (Piper Verlag), 1973.
- Повторна перевірка, твори про вчорашні німецьких письменників (Nachprüfung, Aufsätze über deutsche Schriftsteller von gestern) Видавництво «Піпер», 1977
- Франкфуртська антологія1 — 27 томи ((Hg.) Frankfurter Anthologie, Band 1-27) Франкфурт-на-Майні, Видавництво «Інзель» (Insel Verlag), 1978–2004.
- Заперечення, до німецької літератури сімдесятих років (Entgegnung, Zur deutschen Literatur der siebziger Jahre), 1981
- Томас Манн і його родина (Thomas Mann und die Seinen) Штутгарт, 1987, ISBN 3-421-06364-8
- Суцільна критика (Lauter Verrisse), dtv, 1993, ISBN 3-423-11578-5
- Адвокати літератури (Die Anwälte der Literatur) Deutsche Verlags-Anstalt, 1994
- Моє життя (Mein Leben), Штутгарт, Deutsche Verlags-Anstalt, 1999, ISBN 3-423-13056-3
- Сім піонерів. Письменники XX століття (Sieben Wegbereiter. Schriftsteller des 20. Jahrhunderts), Мюнхен, Deutsche Verlags-Anstalt, 2002, ISBN 3-421-05514-9
- Мої портрети. Портрети і твори (Meine Bilder. Porträts und Aufsätze), Мюнхен, Deutsche Verlags-Anstalt, 2003, ISBN 3-421-05619-6
- Наш Грасс (Unser Grass) Мюнхен, Deutsche Verlags-Anstalt, 2003, ISBN 3-421-05796-6
- Вимога дня. Бесіди про німецьких справах (Vom Tag gefordert. Reden in deutschen Angelegenheiten), Мюнхен, DTV, 2003, ISBN 3-423-13145-4
- Мої історії. Від Йоганна Вольфганга Гете до сучасності (Meine Geschichten. Von Johann Wolfgang von Goethe bis heute), Франкфурт-на-Майні, Видавництво «Інзель» (Insel Verlag) 2003, ISBN 3-458-17166-5
- Канон. Німецькі літературні твори. 10 томів і один супровідний том (Der Kanon. Die deutsche Literatur Erzählungen 10 Bände und ein Begleitband), Франкфурт-на-Майні, Видавництво «Інзель» (Insel Verlag) 2003, ISBN 3-458-06760 — 4

## Звання та нагороди

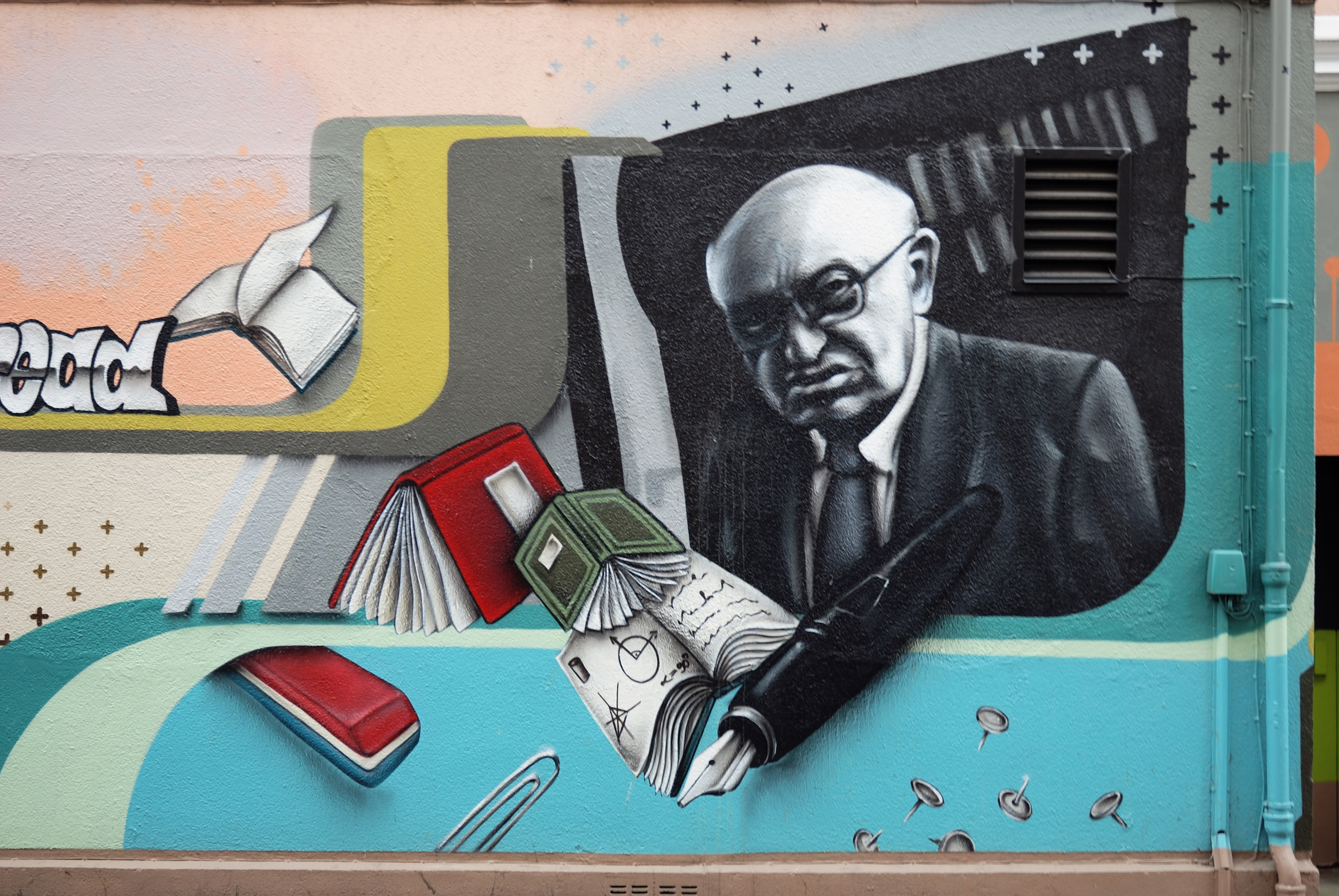
Ґраффіті з портретом Райх-Раніцкі в одній із книгарень міста Менден, Німеччина

- Почесний доктор Університету Упсала (1972)
- Відзнака Гейне (1976)
- Медаль Вільгельма Гайнзе Академії наук і літератури Майнца (1983)
- Відзнака Гете міста Франкфурт-на-Майні (1984)
- Премія Томаса Манна (1987)
- Премія Бамбі (1989)
- Премія телебачення Баварії (1991)
- Премія Германа Зінсгаймера в галузі літератури та публіцистики (1991)
- Почесний доктор Університету Аугсбурга і Отто-Фрідріх-Університету Бамберг (1992)
- Премія Людвіга Берні (1995)
- Премія оратора Цицерона (1996)
- Почесний доктор Університету Генріха Гейне в Дюссельдорфі (1997)
- Премія культури землі Гессен (1999)
- Премія Фрідріха Герлдерліна міста Бад-Гомбург і літературна премія Самюеля Богуміла Лінде, Торн / Ґеттінген (2000)
- Золота Камера (2000)
- Почесний доктор Університету Утрехта (2001)
- Почесний доктор Університету Людвіга-Максиміліана в Мюнхені (2002)
- Премія Гете міста Франкфурта (2002)
- Великий Хрест із Зіркою за заслуги перед Німеччиною (2003)
- Премія Культури Європи (2004)
- Премія землі Північний Рейн-Вестфалія (2005)
- Почесний доктор Вільного Університету Берліна й Університету Тель-Авіва (2006)